# Camponotus attila
Camponotus attila é uma espécie de inseto do gênero Camponotus, pertencente à família Formicidae.